# Фокусник (фильм)
«Фо́кусник» — советский чёрно-белый художественный фильм режиссёра Петра Тодоровского, снятый в 1967 году на Экспериментальной творческой киностудии (Москва). Первый фильм этой студии.

## Сюжет
Главный герой фильма Виктор Михайлович Кукушкин — пожилой фокусник и кукловод, человек застенчивый и добрый, но одновременно запальчивый и с чувством собственного достоинства. Из-за нехватки официальных выступлений он вынужден подрабатывать на квартирниках, где знакомится со студентами-физиками. Постепенно Кукушкин входит в их «коммуну», обучает их некоторым фокусам, однако с сожалением замечает, что является для них абсолютно второстепенным человеком — у всех своя жизнь, свои занятия и интересы, своё представление об искусстве. Однажды он встречает молодую красавицу Елену, уже знакомую ему по некоторым квартирникам, и влюбляется в неё. Вместе они устраивают «что-то вроде свадьбы», но взгляды фокусника и его новоиспечённой жены диаметрально противоположны: Елена хочет, чтобы Кукушкин был и творческим человеком, и удачливым работником; Виктор Михайлович же не желает прогибаться под начальство и деловые отношения. Свадьба расстраивается. Совсем не отчаявшийся Кукушкин показывает фокусы на детской площадке и раздаёт апельсины детям — зрителям, которым его выступления нужнее всего. Он понимает, что самый большой фокус — отдавать людям всё лучшее, что у тебя есть.

## В ролях
- Зиновий Гердт — Виктор Михайлович Кукушкин, фокусник
- Алла Ларионова — Елена Ивановна
- Евгений Леонов — Степан Николаевич Россомахин, начальник Кукушкина
- Ольга Гобзева — Лиля, дочь Кукушкина
- Леонид Дьячков — следователь
- Владимир Басов — эстрадный артист-сатирик
- Светлана Харитонова — Саша, жена Димы
- Эдуард Аберт — Дима, жонглёр
- Олег Герасимов — эпизод
- Валентина Титова — Даша, редактор
- Константин Зайцев — эпизод
- Инэсса Дровосекова — жена Россомахина
- Зинаида Сорочинская — мать Сашеньки[3] (нет в титрах)
- Николай Годовиков — эпизод (нет в титрах)
- Борис Смолкин — эпизод (нет в титрах)

## Съёмочная группа
- Автор сценария: Александр Володин
- Режиссёр-постановщик: Пётр Тодоровский
- Оператор-постановщик: Илья Миньковецкий
- Художник-постановщик: Валентин Коновалов
- Композитор: Моисей Вайнберг
- Режиссёр: З. Гензер
- Операторы: Валерий Шувалов, Владимир Кудря, С. Кублановский
- Звукооператор: Владимир Курганский
- Костюмы: Вячеслав Зайцев
- Ассистенты художника: В. Кострин, Алина Будникова
- Дирижёр: Эмин Хачатурян
- Редактор: Л. Шмуглякова
- Директор картины: Б. Яковлев

Фильм снят на базе киностудий «Мосфильм» и «Ленфильм».